# Silene flos-cuculi
Il fior di cuculo (Silene flos-cuculi (L.) Greuter & Burdet) è una pianta erbacea perenne alta 30–70 cm, appartenente alla famiglia delle Caryophyllaceae.

## Etimologia
L'epiteto specifico si rifà al nome comune, il quale probabilmente allude alla frequente presenza sulla pianta della cosiddetta saliva di cuculo, una schiuma prodotta dall'insetto sputacchina (Philaenus spumarius).
La pianta è conosciuta anche come manine di Gesù o manine del Signore, per la forma dei petali, che ricordano delle piccole mani.

## Descrizione
La forma biologica è emicriptofita scaposa (H scap): pianta perennante per mezzo di gemme al suolo e con asse fiorale allungato più o meno privo di foglie.

### Radici
Possiede una struttura radicale rizomatosa.

### Fusto
Il fusto è eretto, con getti sterili alla base, pubescente; vischioso, arrossato e ramoso in alto.

### Foglie
Le fogliebasali sono glabre, picciolate, lineari–spatolate e disposte in rosetta; le cauline sono sessili, lineari e opposte.

### Fiori
I fiori sono riuniti in cime corimbose lasse, e hanno un diametro di 2–3 cm.
- Calice: il  calice è gamosepalo e cilindrico, con dentelli acuti. Il colore è rossastro, con striature brune.
- Corolla: i petali della corolla sono 5, di colore roseo-violetto, più raramente bianchi. Lunghi 20–25 mm, hanno lembo profondamente suddiviso in 4 lacinie, le mediane generalmente più lunghe delle altre.
- Androceo: gli stami sono 10.
- Gineceo: gli stili sono 5. Il gineceo è supero e tricarpellare (sincarpico).
- Fioritura: fiorisce da maggio ad agosto

### Frutti
Il frutto è una  capsula piriforme deiscente con 5 dentelli.

## Biologia
Si riproduce per impollinazione entomofila, mediata da lepidotteri.

## Distribuzione e habitat
- Geoelemento: tipo corologico “Eurosiberiano” (Eurasib.), proprio delle specie che vivono nelle zone fredde e temperato-fredde dell'Eurasia.
- Distribuzione : Europa. In Italia è presente in tutte le regioni, ma è rara nell'area mediterranea.
- Habitat: frequente nei prati umidi, su terreni concimati, nei pascoli e ai margini dei boschi.
- Distribuzione altitudinale: 0 - 1600 m s.l.m., raramente 0 – 2100 m s.l.m.

## Usi
La pianta contiene saponine ed ha scarso valore come foraggio.

### Cucina
Le foglie più tenere della rosetta basale vengono consumate lessate e condite come gli spinaci, ma possono essere utilizzate anche per frittate o come ripieno per i tortelli.